# Rhynchina pionealis
Rhynchina pionealis là một loài bướm đêm trong họ Erebidae.